# Баннокська війна
Баннокська війна (англ. Bannock War) — збройний конфлікт між американськими військовими та воїнами індіанських племен баннок і паюти, що відбувалися в Айдахо, Вайомінгі та північно-східному Орегоні з червня по серпень 1878 року. Загальна кількість воїнів баннок у 1870 році становила приблизно 600—800 осіб, з урахуванням того, що інші народи шошонів були включені до цього числа. Індіанців очолював вождь Буффало Горн, який загинув у бою 8 червня 1878 року. Після його смерті вождь Іган очолив спротив індіанців, він і деякі з його воїнів були вбиті в липні групою юматілли, яка обманом увійшла в його табір.
Збройні сили США, що складалися з 21-го піхотного полку та добровольців, очолив бригадний генерал Олівер О. Говард. Сусідні штати також направили ополчення в регіон. Конфлікт завершився в серпні та вересні 1878 року, коли розрізнені війська народів баннок-паюти, що залишилися, здалися. Багато хто з них повернувся до резервації Форт-Холл. Армія США сильцем перевезла приблизно 543 ув'язнених племені паюти із Невади та Орегону та баннок інтернували в індіанську резервацію Якама на південному сході Вашингтонської території.

## Історія

### Передумови
Шошони-баннок зазнали значного впливу після приходу європейських переселенців на їхні землі і швидкого розширення економіки, заснованої на торгівлі. На культурному рівні спосіб життя євроамериканців створював виклик цінностям і сезонним традиціям шошонів-банноків. Нові практики сільського господарства, управління худобою та виробництва серйозно вплинули на традиції, на які покладалися шошони-банноки. Вони стали більш залежними від євро-американських методів і продуктів.
Американські лідери прагнули придбати землі у шошонів-баннок і в 1860-х роках почали працювати над обміном товарів за права власності на ділянки у рівнині річки Снейк. Торгівля землею привернула нові хвилі мігрантів на територію Айдахо, особливо в регіон Бойсе в Долині Змії. У 1866 році, щоб захистити групи шошонів-баннок у Долині змій Бойсе від страшних і агресивних поселенців, губернатор Ліон створив поблизу міста Бойсе табір для біженців для кількох сотень баннок. Але, відсутність у таборі достатніх ресурсів змусила шошонів-банноків залежати від місцевих поселенців щодо роботи та їжі. Багато шошонів-банноків просили надати їм безпеку для власних земель у резервації.
Запропоноване переселення до східного Айдахо поставило під сумнів космологію шошонів-баннок та їхній релігійний зв'язок із землею, оскільки їхні культурні практики базувалися на місцевих сезонних змінах у Долині Змії. Вони вірили, що духи їхніх предків усе ще живуть на землі. Вважалося, що лідерство серед шошонів-баннок було безпосередньо пов'язане з землею, яку населяли ці предки, надаючи вождю його посаду. Після складних і суперечливих обговорень лідери шошонів-баннок і американські урядовці офіційно погодилися переселити біженців Бойсе до резервації Форт-Холл. Вони завершили переселення в 1869 році.
Резервація Форт-Холл була ділянкою площею 1,8 мільйона акрів уздовж річки Верхній Снейк у східному Айдахо, на південно-східному березі річки. Регіон мав потенціал для іригації та сільського господарства, але шошони-баннок зіткнулися з безпосередніми проблемами виживання через їхню залежність від місцевої їжі та буйволів поза межами резервації, а також заохочення уряду для них відмовитися від цієї практики. Населення було дуже щільним для землі, нараховуючи 1037 у 1872 році. Шошони-баннок намагалися прожити за рахунок існування.
У той час як уряд виділив значні асигнування на закупівлю продуктів, необхідних для прогодування громади, продовольча криза виникла взимку 1874—1875 та 1876—1877 років, спричинена зменшенням кількості мисливців і браком належних поставок їжі з боку уряду. Багато шошонів-баннок покинули Форт-Холл, щоб спробувати вижити самостійно. Водночас війна не-персе 1877 року змусила чиновників розправитися з нацією та вимагати від них залишатися в межах резервації.
Баннокська війна 1878 року стала результатом багатьох факторів. Жахливі умови викликали розбіжності в громадах шошонів-баннок. Банноки почали розглядати шошонів як зловмисників і здійснювали крадіжки майна та інші злочини проти групи. Тертя між корінними американцями та переселенцями також зросли, що призвело до насильства, коли Пе-топе, корінний американець Форт-Хілл, застрелив і поранив двох людей у серпні 1877 року. Того літа велика кількість шошонів-баннок покинула резервацію через брак продовольства, насильство між корінними американцями та переселенцями, конфлікти між націями корінних племін та самоуправні дії американської влади. Це стало поштовхом до Баннокської війни 1878 року, коли уряд США наказав армії повернути людей до резервації, щоб контролювати їх.

### Битви
У травні 1878 року вождь Буффало зібрав 200 воїнів баннок з Форт-Холла на поромі Пейн на річці Снейк і перейшов з ними до прерії Біг-Камас, щоб розбити табір. У той час регіон між преріями Біг-Камас і річкою Снейк був зайнятий кількома білими поселенцями, які мали 2500 голів великої рогатої худоби та 80 коней. 30 травня група індіанців баннок, намагаючись продати ковбоям шкіри бізона, застрелила двох під час сварки. Лу Кенслер і Джордж Несбі вижили після поранень і разом із третім членом групи, Вільямом Сілві, вирушили до сусіднього табору Бейкера. Невдовзі після цього інциденту білі люди напали на баннок у таборі поблизу лавових пластів. Під час конфлікту вони вбили поселенця, але втратили ресурси свого табору.
Звістка про посилення насильства поширилася до територіальної столиці Айдахо в місті Бойсе. Губернатор Брейман повідомив про це бригадного генерала О. Говарда, командувача військового департаменту Колумбії. Брейман писав у листі від 30 травня, що того вечора він відправив кавалерію полковника Бернарда з Бойсе на рівнини як демонстрацію сили; він не хотів ескалації конфлікту. 2 червня кіннота Бернарда досягла табору баннок і змусила їх відступити до лавових ліжок. Група індіанців вирушила на захід і провела рейд на станції Glenn's Ferry і King Hill, обидві на річці Снейк. Далі вони рушили вздовж річки, дорогою вбивши кількох поселенців. Кавалерія Бернарда прямувала дорогою до станції Раттлснейк, де вони об'єдналися з більшою кількістю військової кавалерії, а також місцевих волонтерів з Альтураса. У цей час Бернард стверджував, що в лавових пластах було 300 воїнів баннок, а також 200, які здійснили рейд на станцію Glenn's Ferry і King Hill. Баннок мчали на захід, щоб зустрітися зі своїми союзниками паютами, які йшли вниз річкою Овіхі до Ялівцевих гір і Лавового каньйону.
8 червня група з 26 військовослужбовців-добровольців із Сілвер-Сіті, штат Айдахо, на чолі з капітаном Дж. Б. Харбером зіткнулася з вождем Баффало Горном та його воїнами. У Саут-Маунтін, невеликому шахтарському селищі, сталася сутичка у результаті чого загинули двоє волонтерів Сільвер-Сіті та кілька баннок, серед яких був вождь. Баннок вибрали нового лідера, вождя Ігана, і попрямували на гору Джуніпер в Айдахо та гору Стінс у південно-східному Орегоні, щоб зустрітися з паютами. Інші штати, включаючи Каліфорнію, Неваду та Юту, почали надсилати війська міліції в регіон.
Поки банноки рухалися на захід, вони продовжували здійснювати набіги на табори, що призвело до загибелі деяких поселенців. Люди в Айдахо та сусідніх штатах побоювалися, що насильство незабаром пошириться на них. 9 червня Бернард прибув до Сілвер-Сіті і швидко попрямував до долини Йордану. Війська рушили назустріч баннок у гори Стінс. Кіннота Бернарда слідувала за військом вождя Ігана на захід до Орегону, зрештою зустрівши їх у битві 23 червня біля Сільвер-Крік. У результаті бою загинули троє американських солдатів, ще троє були поранені, а також невідома кількість втрат баннок.
29 червня відбулася сутичка між воїнами баннок та добровольчим ополченням Кресент-Сіті. Бернард і його кавалерія з 350 осіб прибули незабаром після цього й організували оборону міста. Банноки прямували до Фокс-Веллі, чисельність яких, за оцінками, складала від 350 до 400 осіб.
6 липня група волонтерів шерифа Сперрі зіткнулася з індіанцями поблизу Віллоуз-Спрінгс на початку невеликого каньйону, на північ від того, що зараз відомо як державний парк Батл-Маунтін в Орегоні.
7 липня генерал Говард зіткнувся з банноками на стику Баттер-Крік і річки Колумбія, що призвело до конфлікту. П'ятеро американських солдатів отримали поранення, один помер від отриманих ран. Бій призвів до невідомої кількості втрат з боку повстанців, і вони пішли, прямуючи на південний схід. Наступний бій відбувся 12 липня, коли капітан Майлз випадково зіткнувся з великою групою воїнів юматілли. Відчуваючи загрозу через збільшення руху державних ополченців навколо їхніх територій, юматілли швидко здалися і запропонували битися з Майлзом проти банноків.
Тієї ночі лідери юматілли переслідували баннок. Вони увійшли в табір, намагаючись вести переговори, і вбили вождя Ігана та кількох інших воїнів.
До 27 липня тактика генерала Говарда змінилася на боротьбу з об'єднаним ворогом на переслідування роздроблених груп баннок. Решта конфліктів між загонами, що залишилися, та військовими сталася Майлз у серпні та вересні. Решта баннок повернулася до резервації Форт-Холл або самостійно групами продовжувала мирне полювання.